# اینس انریکس
اینس انریکس (پرتغالی: Inês Henriques؛ زادهٔ ۱ مهٔ ۱۹۸۰) دونده پیاده‌روی سرعت اهل پرتغال است.
وی در مسابقات کشوری و بین‌المللی در مجموع برندهٔ ۲ مدال طلا شده‌است.